# Harrison (Dakota del Sud)
Harrison és una població dels Estats Units a l'estat de Dakota del Sud. Segons el cens del 2000 tenia 51 habitants.

## Demografia
Segons el cens del 2000, Harrison tenia 51 habitants, 26 habitatges, i 17 famílies. La densitat de població era de 179 habitants per km².
Dels 26 habitatges en un 11,5% hi vivien nens de menys de 18 anys, en un 69,2% hi vivien parelles casades, en un 0% dones solteres, i en un 30,8% no eren unitats familiars. En el 30,8% dels habitatges hi vivien persones soles el 23,1% de les quals corresponia a persones de 65 anys o més que vivien soles. El nombre mitjà de persones vivint en cada habitatge era d'1,96 i el nombre mitjà de persones que vivien en cada família era de 2,39.
Per edats la població es repartia de la següent manera: un 11,8% tenia menys de 18 anys, un 2% entre 18 i 24, un 15,7% entre 25 i 44, un 21,6% de 45 a 60 i un 49% 65 anys o més.
L'edat mediana era de 62 anys. Per cada 100 dones de 18 o més anys hi havia 80 homes.
La renda mediana per habitatge era de 25.500 $ i la renda mediana per família de 27.250 $. Els homes tenien una renda mediana de 26.875 $ mentre que les dones 11.875 $. La renda per capita de la població era de 13.170 $. Entorn del 13% de les famílies i el 14,8% de la població estaven per davall del llindar de pobresa.

## Poblacions més properes
El següent diagrama mostra les poblacions més properes.